# Živali na delovnem mestu
Živali (oziroma hišni ljubljenčki) na delovnem mestu predstavljajo naraščajoči trend v svetu. Med prvimi, ki so dovolili živali na delovnem mestu, so bila tehnološka podjetja. Sedaj pa se ta trend vedno bolj širi tudi na druga podjetja npr. zdravstvene organizacije kot so bolnišnice.  Nekatere raziskave kažejo na to, da so hišni ljubljenčki večkrat dovoljeni v manjših podjetjih. Vendar po drugi strani lahko v ogromnih podjetjih kot so Ben & Jerry’s, Google, and Zynga najdemo različne vidike prijaznosti lastnikom hišnih ljubljenčkov.

## Raziskave o interakciji človek-žival

### »Razširjenost«hišnih ljubljenčkov
Mednarodna raziskava, ki je vključevala 27000 ljudi iz 22 držav je pokazala, da so hišnim ljubljenčkom najbolj naklonjeni v Latinski Ameriki (75% do 80% prebivalcev ima hišnega ljubljenčka). Hišni ljubljenčki so najmanj pogosti v Azijskih državah, okoli tretjina prebivalcev ima hišnega ljubljenčka. V Sloveniji je spletna raziskava, ki je vključevala 1600 prebivalcev, pokazala, da ima skoraj dve tretjini Slovencev hišnega ljubljenčka. Med njimi sta najbolj priljubljena pes in mačka (vsak s po 36 %), druge živali so še ribe, ptice itd. Najmanj hišnih ljubljenčkov naj bi imeli prebivalci osrednjeslovenske regije. Prebivalci na vzhodu države pa imajo več hišnih ljubljenčkov kot tisti na zahodu. Hišni ljubljenčki po Sloveniji - zemljevid meseca septembra 2016. Arhivirano 2016-12-24 na Wayback Machine.

### Hišni ljubljenčki kot člani družine
Ljudje svoje hišne ljubljenčke pogosto obravnavajo kot enakopravne člane družine. Vzpostavi se močna vez med ljudmi in živalmi. Ta vez je tudi temelj terapije, ki jo izvajajo v mnogih bolnišnicah, domovih in šolah. Skrb za žival prinaša prijetne občutke, ki smo jih deležni, ko sprejmemo odgovornost za drugo živo bitje. Žival je od lastnika odvisna pri hrani in gibanju. Raziskave naj bi celo pokazale, da ima tretjina lastnikov bolj pristen odnos s svojim psom kot s katerimkoli človeškim bitjem. Hišni ljubljenčki zapolnijo socialne in čustvene potrebe podobno, vendar ne popolnoma enako, kot človeška družba.

### Individualne in socialne prednosti lastništva hišnih ljubljenčkov
Lastništvo hišnega ljubljenčka lahko prinese različne prednosti. Raziskave kažejo, da poskrbijo za boljše fizično in psihološko zdravje, npr. zmanjšanje stresa, več energije, blaži tudi tesnobe psihiatričnih bolnikov, odvračajo nas od misli na osamljenost, žalost, tesnobo in strah, telesna dejavnost, umirjanje avtističnih otrok, pozitivni dejavnik pri depresiji, pozitivno vplivajo na srce (krvni tlak, holesterol in bolezni srca), lastniki živali imajo manj bolniške, izboljša se imunski sistem. Poleg tega predstavljajo tudi socialno oporo lastnikom, npr. zmanjšanje napetosti med člani družine in izboljšanje kakovosti družinskega življenja, občutek ljubljenosti in zaželenosti, občutek varnosti, širjenje poznanstev. Omenili bi lahko še prednosti za skupnost, npr. starejše ljudi naredijo bolj neodvisne, saj jih skrb za živali prisili, da hodijo naokoli in se gibajo ter da so neodvisni, ko gre za njihove potrebe; otroke učijo odgovornosti, saj morajo organizirati in poskrbeti za vse dejavnosti, povezane z vzdrževanjem živali; lastniki z neznanci večkrat stopijo v interakcijo.

### Slabosti lastništva hišnih ljubljenčkov
Nekatere prednosti lastništva hišnih ljubljenčkov so lahko hkrati tudi slabosti npr. da predstavljajo veliko odgovornost, zahtevajo skrb (fizično zahtevno še posebej za starejše), finančno breme (hrana, veterinar) in čas (dolg delovni čas), ki ga ljudem pogosto primanjkuje, še posebej če gre za odrasle, ki so zaposleni; lahko povzročajo alergije in prenašajo bolezni; izguba hišnega ljubljenčka je lahko zelo velika travma za lastnika.

## Delovna mesta prijazna živalim oziroma njihovim lastnikom

### Motivacija za prijaznost nekaterih delovnih mest do lastnikov hišnih ljubljenčkov
Razlogi, zakaj se organizacije odločijo za politiko prijazno lastnikom živali, so zelo različni. Zdi se, da ta trend nastane bolj naključno in se razvije skozi čas. Eden od razlogov bi lahko bil ta, da lastnik majhnega podjetja pripelje v službo svojo žival, nakar sledijo temu še drugi zaposleni. Druga možnost je, da podjetje sodeluje v akciji “Take Your Dog to Work Day”, ki je namenjena ozaveščanju  ljudi o spremljevalnih psih in spodbuja sprejemanje, potem pa se ta praksa razširi. Spet druge organizacije se za to odločijo, ker na ta način dobijo prednost v primerjavi z drugimi podjetji (še posebej, če ne morejo ponuditi drugih ugodnosti). Možnost je tudi ta, da imajo podjetja politiko, da poskrbijo za podporo zaposlenih in njihovih družin ter tako izboljšajo kvaliteto njihovega življenja, zmanjšajo tveganje za pojavljanje bolezni, povečajo učinkovitost in tako pozitivno vplivajo na samo podjetje. Motivacija za prijaznost lastnikom živali je tudi ta, da se v organizaciji zavedajo, da je hišni ljubljenček pomemben del življenja zaposlenih.

### Oblike prijaznosti do lastnikov hišnih ljubljenčkov
Razpon politike in prakse prijaznosti do lastnikov hišnih ljubljenčkov je zelo širok, sega od bolj enostavnih k bolj kompleksnim politikam.
Primeri oblik prijaznosti do lastnikov hišnih ljubljenčkov:
1. Popusti v trgovinah za male živali, torej pri hrani in drugih storitvah (npr. trening).
2. Kritje stroškov veterinarja (preventivni pregledi, poškodbe, bolezni itd.).
3. Fleksibilen delovni čas za lastnike, da lahko poskrbijo za svoje živali. Na podoben način kot lahko starši prilagodijo svoj urnik dela tako, da peljejo otroke v šolo in jih gredo iskat, lahko lastniki živali prilagodijo svoje delovne ure tako, da lahko preverijo, kako je njihova žival ali jo peljejo na sprehod še preden se znoči.
4. Dopust ob izgubi živali. Sicer živali po zakonu ne spadajo pod družinske člane, vendar je za marsikoga izguba živali še hujša kot izguba daljnega sorodnika.
5. Dovoljevanje živali na delovnem mestu. Na ta način preprečijo, da bi bili zaposleni zaskrbljeni, ker je njihov hišni ljubljenček dolgo sam doma. Vedno več podjetij se odloča za takšno obliko prijaznosti do lastnikov hišnih ljubljenčkov. Primeri podjetij, kjer je to uveljavljeno: Amazon, Autodesk, Ben & Jerry’s, Build-a-bear, Cliff Bar, Electronic Arts, Google, Ibex Outdoor Clothing, Klutz, Lafarge Construction Materials, Nestlé Purina, P&G Pet Care, Replacement LTD, Softchoice, Zynga itd.
6. Druge ugodnosti: sprehajanje živali, dnevno varstvo za živali itd.[2]

### Prednosti
Povečanje privlačnosti in pridobivanja delovne sile (enhanced attraction and recruitment)
Če organizacija dovoljuje, da zaposleni pripeljejo svoje živali v službo, imajo ljudje občutek, da organizacija ceni svoje zaposlene in skrbi za njihovo blagostanje, kar lahko močno poveča privlačnost organizacije za delavce. Lastniki živali bodo pogosteje izbrali delo v organizaciji, ki dovoljuje živali na delovnem mestu, kar lahko prinese prednost podjetjem, ki si drugih ugodnosti ne morejo privoščiti. Organizacija torej ustvari bolj pozitivno podobo o sebi, saj se zdijo tudi zaposleni bolj prijazni, ko so njihove živali prisotne.
Izboljšanje zadrževanja zaposlenih (improved employee retention)
Dovoljevanje živali na delovnem mestu poveča zadovoljstvo zaposlenih in s tem zmanjša možnost, da bi zaposleni odhajali. Prvi razlog je, da imajo omogočene različne storitve, ki jim omogočajo usklajevanje dela in skrbi za hišne ljubljenčke. Poleg tega zaposleni zaznavajo večjo skladnost svojih vrednost z organizacijskimi, saj prijazna politika do lastništva živali kaže na to, da imajo pozitiven odnos do živali, da skrbijo za dobrobit zaposlenih ter da jim ni vseeno za družinske dolžnosti zaposlenih, vključno z dolžnostmi do živali. 82 % zaposlenih je mnenja, da bi hišnim ljubljenčkom prijazno delovno okolje povečalo pripadnost zaposlenih podjetju.
Izboljšanje zdravja zaposlenih (enhanced employee health)
Zaposleni doživljajo manj stresa, saj niso zaskrbljeni, da bi morali žival pustiti cel dan doma brez nadzora, še posebej pri mladičkih ali nekoliko starejših živalih, ki potrebujejo dodatno nego. Ta oblika podpore je še posebej pomembna pri visoko stresnih poklicih in poklicih z dolgim delavnikom. Raziskave kažejo, da se raven stresa tekom delovnega dne spreminja. Tisti, ki pripeljejo svojega hišnega ljubljenčka v službo, občutijo manj stresa in tisti, ki ga ne, občutijo več stresa. R. T. Barker idr. so v svoji raziskavi ugotovili, da je bil stres na začetku delovnega dne enak pri tistih, ki imajo psa na delovnem mestu kot tudi pri tistih, ki imajo psa doma ali  psa sploh nimajo. Vendar se je tekom dneva stres znižal pri tistih, ki imajo psa na delovnem mestu, pri tistih, ki imajo psa doma ali  psa sploh nimajo, pa se je stres povečal. Zaposleni v podjetjih, kjer so hišni ljubljenčki dobrodošli, poročajo o boljšem počutju (88 %) in zmanjšani ravni stresa (86 %).
Povečana produktivnost zaposlenih (increased employee productivity)
Prisotnost hišnih ljubljenčkov na delovnem mestu zveča produktivnost. Zaposleni vzamejo manj dni bolniškega dopusta in so sposobni delati bolj učinkovito, saj niso pod stresom, ker bi jih skrbelo za živali doma. Poleg tega prisotnost živali poveča sproščenost na delovnem mestu, kar prispeva k večji ustvarjalnosti in domišljiji. Živali tudi olajšajo interakcijo in spodbujajo komunikacijo z vodstvom, poveča povezanost delovnega moštva in produktivnost. Zmanjša odsotnost z dela, saj imajo živali pozitiven učinek na zdravje zaposlenega in hkrati zaposleni zaznavajo, da so cenjeni s strani organizacije. 

### Slabosti
Zdravje in varnost (Health and safety concerns)
Težava se pojavi, če je kdo od zaposlenih alergičen na živali, saj se posledično ob prisotnosti živali lahko pri alergikih pojavi kihanje, kašljanje, sopenje, rdeče srbeče oči, zamašen nos in kožne reakcije. Zato moramo biti zelo pozorni na to, če ima kdo alergijo in pri tem upoštevati, kako huda je reakcija ter ob kakšni izpostavljenosti se ta pojavi. Naslednji problem je čistoča, saj večina živali pušča dlako. Poleg tega je potrebno paziti, da živali na delovnem mestu niso agresivne do drugih (lajanje),  saj to lahko povzroči, da zaposleni (kot tudi stranke) ne čutijo več varnosti na delovnem mestu in se počutijo ogrožene, lahko pride tudi do poškodb (ugrizi, praske). To je problematično še posebej za zaposlene, ki imajo še posebej hude strahove in celo fobije pred živalmi. Pomislek glede zdravja je tudi ta, da živali prenašajo nekatere bolezni (npr. paraziti, virusi, bakterije), ki so nalezljive in se prenesejo na ljudi.
Uničevanje lastnine (Property damage)
Uničenje lastnine je lahko rezultat nesreče (npr. igrivost) ali destruktivnega vedenja (npr. grizenje pohištva). Zgodi se, da živali uničijo drago opremo, če so puščene brez nadzora (npr. ko mora lastnik na sestanek).
Odvračanje pozornosti (Distraction)
Živali lahko predstavljajo dejavnik, ki odvrača pozornost zaposlenih, saj povzročajo hrup (npr. lajajo v neprimernem trenutku) in s tem zmotijo delovno aktivnost. Poleg tega živali zahtevajo določeno pozornost in jim je zato potrebno posvetiti čas tudi med delom. Nenazadnje se zdi bolj mamljivo preživeti čas z živaljo kot se osredotočati na delo.
Verska prepričanja (Religious preferences)
Oviro za prisotnost živali na delovnem mestu lahko predstavljajo verska prepričanja zaposlenih. Na primer v določenih verah so psi obravnavani kot nečisti (nekatere veje islama), kar je nesprejemljivo na delovnem mestu.
Prisotnost živali na delovnem mestu ima torej veliko prednosti, vendar morajo biti organizacije, ki želijo to uvesti, zelo pozorne na težave in ovire, ki jih ta ukrep prinese. Pretehtati je potrebno vse možne prednosti in slabosti ter upoštevati same lastnosti organizacije. Zagotovljeni morajo biti nekateri osnovni pogoji, na primer klinika Banfield Pet Hospital (ki dovoljuje živali na delovnem mestu) zahteva dovoljenje vodstva in zaposlenih, varno in privlačno okolje tako za hišne ljubljenčke kot za zaposlene, cepljenje, profesionalni pasji trener pregleda pse in oceni njihov temperament, usposabljanje zaposlenih (načini približevanja psom in druženja z njimi, kako se obnašati v prisotnosti psov in kako prepoznati znake stresa, hišnemu ljubljenčku lahko dajo priboljšek le z dovoljenjem lastnika).